# Karadigala, Sakleshpur
Karadigala là một làng thuộc tehsil Sakleshpur, huyện Hassan, bang Karnataka, Ấn Độ.